# Amazon Fire TV
De Amazon Fire TV is een digitalemediaontvanger die ontwikkeld en verkocht wordt door het Amerikaanse bedrijf Amazon.

## Beschrijving

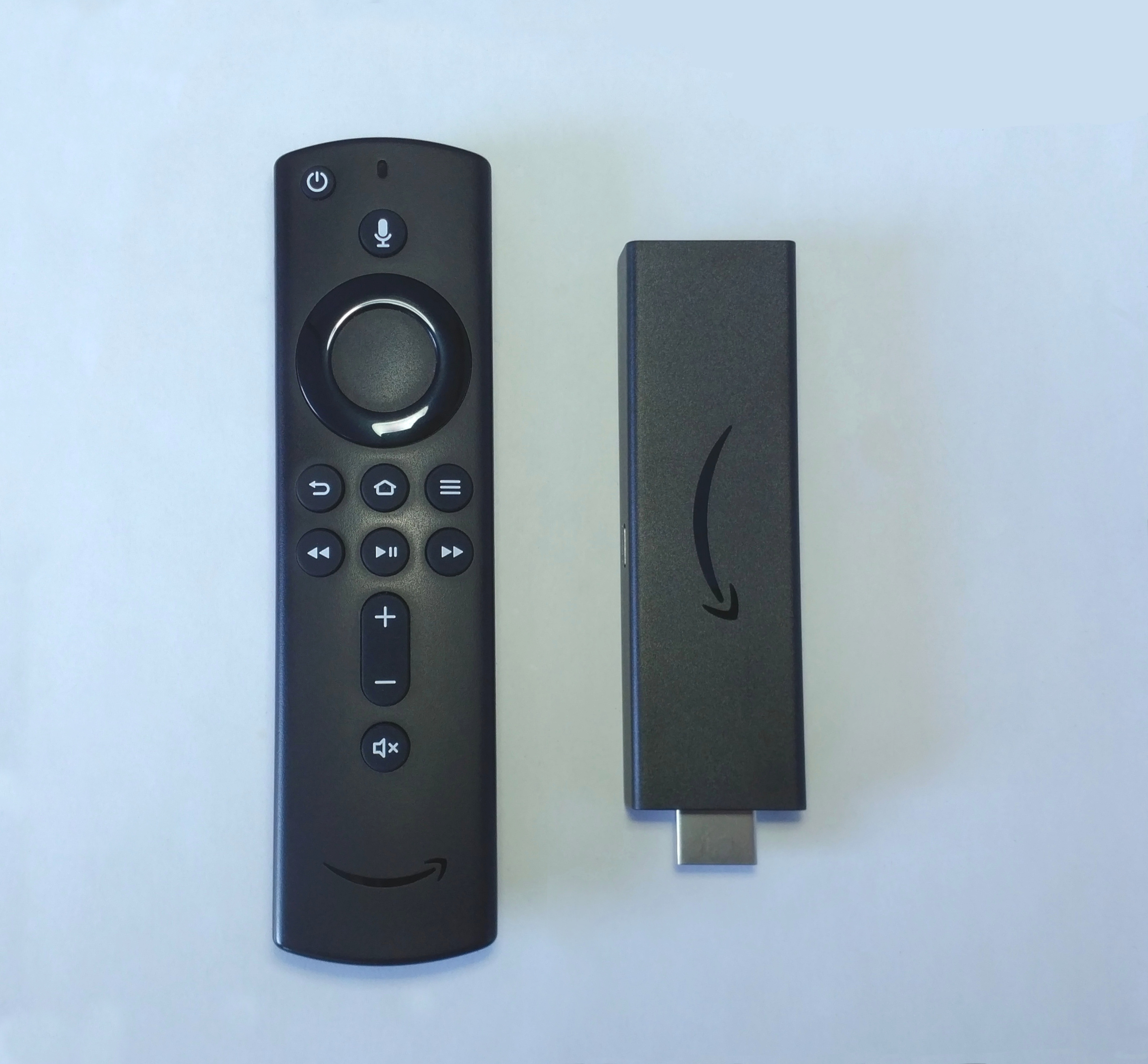
Een derde generatie Fire TV Stick 4K.

De apparaten leveren entertainment op een televisiescherm waarbij de content wordt gestreamd via het internet. Men kan ook eigen media weergeven, en met een apart verkrijgbare controller is het mogelijk om ook computerspellen te spelen.
Er zijn twee versies van de Fire TV:
- de Fire TV Cube, een settopbox met ingebouwde Amazon Echo slimme speaker,
- de Fire TV Stick, een stick-pc met minder mogelijkheden en die direct op een televisie kan worden aangesloten.

De Fire TV draait op het besturingssysteem Fire OS dat is gebaseerd op Android. Het ondersteunt spraakopdrachten, evenals verschillende Amazon-diensten zoals Prime Video en IMDb Freedive, maar ook andere diensten van derde partijen.

## Versies
- Fire TV (1ste generatie) (12 april 2014) °
- Fire TV (2de generatie) (29 september 2015) °
- Fire TV (3de generatie) (25 oktober 2017) °
- Fire TV Cube (21 juni 2018) °
- Fire TV Recast (1ste generatie) (september 2018)
- Fire TV Recast (2de generatie) (september 2019)
- Fire TV Stick (1ste generatie) (19 november 2014) °
- Fire TV Stick (2de generatie) (20 oktober 2016)
- Fire TV Stick 4K (3de generatie) (31 oktober 2018)

° = productie beëindigd